# 徐瑄灃
徐瑄灃（1988年9月16日—），中華民國政治人物、律師，無黨籍，現任臺中市議員，出生於臺中市。

## 經歷
2018年，由於中國國民黨採現任優先制度，於黨內初選落敗後脫黨以無黨籍參選2018年臺中市議員選舉，最終成功當選臺中市議員。2022年，成功連任。

## 選舉紀錄
| 年度 | 選舉屆數             | 選舉區           | 所屬政黨 | 得票數 | 得票率 | 當選標記 | 備註 |
| ---- | -------------------- | ---------------- | -------- | ------ | ------ | -------- | ---- |
| 2018 | 第三屆臺中市議員選舉 | 臺中市第五選舉區 | 無黨籍   | 13,837 | 9.93%  |          |      |
| 2022 | 第四屆臺中市議員選舉 | 臺中市第五選舉區 | 無黨籍   | 16,488 | 13.05% |          |      |

## 外部連結
- 徐瑄灃的facebook粉絲專頁 （页面存档备份，存于）
- 徐瑄灃的instagram
- 徐瑄灃的Youtube頻道 （页面存档备份，存于）
- 台中市議會-議員資訊 （页面存档备份，存于）